# Atletica leggera ai X Giochi panafricani - 10000 metri piani maschili
La specialità dei 10000 metri piani maschili ai X Giochi panafricani si è svolta il 12 settembre 2011 all'Estádio Nacional do Zimpeto di Maputo.

## Podio
| Oro     | Ibrahim Jeilan Etiopia     |
| Argento | Bedan Karuki Muchiri Kenya |
| Bronzo  | Azmeraw Bekele Etiopia     |

## Risultati

### Finale
| Class   | Atleta               | Nazione  | Tempo    | Note |
| ------- | -------------------- | -------- | -------- | ---- |
| Oro     | Ibrahim Jeilan       | Etiopia  | 28:18.22 |      |
| Argento | Bedan Karuki Muchiri | Kenya    | 28:19.22 |      |
| Bronzo  | Azmeraw Bekele       | Etiopia  | 28:19.32 |      |
| 4       | Kenneth Kipkemoi     | Kenya    | 28:20.61 |      |
| 5       | Dino Sefer           | Etiopia  | 28:23.40 |      |
| 6       | Negusse Ameleson     | Eritrea  | 28.46.03 |      |
| 7       | Jean Marie Uwajeneza | Ruanda   | 29:08.04 |      |
| 8       | Alphonce Simbu       | Tanzania | 29:58.20 |      |
| N.D.    | Rethabile Molefi     | Lesotho  | dnf      |      |
| N.D.    | Nayel Suliman        | Sudan    | dnf      |      |